# WebP
A WebP (ejtsd: „veppi”) egy új, veszteséges és veszteségmentes tömörítést alkalmazó képformátum.  A Google fejlesztette ki, hogy csökkentse a web hálózati forgalmának jelenleg (2010) mintegy 65%-át adó képfájlok átlagos méretét, ezzel is gyorsítva a weboldalak betöltődését. A Google tesztjei szerint amit a weben található egymillió, véletlenszerűen kiválasztott képfájl (többnyire JPG, néhány PNG és GIF) tömörítésével végeztek, átlagosan 39%-kal lehetett csökkenteni a fájlok méretét, szemmel látható minőségvesztés nélkül.
A WebP a VP8 videotömörítő (a WebM kodekje) intra frame kódolóján alapul, konténerként RIFF-et használ.
A Google a Chromium blogján jelentette be az új formátumot 2010. szeptember 30-án. A Google-termékek közül elsőként a Chrome webböngészőben jelent meg a WebP támogatása (a Safari által is használt WebKithez kiadott patch formájában).
2011. október 3-án jelentették be, hogy a WebP a RIFF konténer segítségével támogatni fogja az animációt, az ICC profilokat, az XMP metaadatokat és a csempézést (legfeljebb 16384×16384 pixeles képekből óriáskép előállítása). 2011. november 18-án kezdték tesztelni a veszteségmentes tömörítés és az alfacsatorna (átlátszóság) támogatását, ez végül a libwebp 0.2.0 változatában, 2012. augusztus 16-án jelent meg. Saját kezdeti méréseik alapján a PNG → WebP átalakítás során a weben található képek átlagosan 45%-kal, az előzetesen pngcrush-sal és pngouttal optimalizált képek 28%-kal lettek kisebbek.

## Támogatása
A Chrome és a Chrome Frame volt az első, a WebP formátumot támogató webböngésző (az inkrementális dekódolás a Chrome 12-ben jelent meg), majd az Opera követte, bár a támogatás egy JavaScript-alapú shim segítségével az összes WebM-kompatibilis böngészőben elérhető.
Azóta támogatja a formátumot az ImageMagick és a Konvertor fájlmegjelenítő/-konvertáló, továbbá az IrfanView, a Pixelmator és Acorn képszerkesztő programok is.
Létezik egy ingyenes (és GPL) WebP fájlformátum-plugin az Adobe Photoshophoz, négy állítható kódolási paraméterrel.
Windows alatt a WebP kodek telepítése után a Microsoft Office 2010, a Windows Media Center, a Photo Edit és más szoftverek is automatikusan kezelik a WebP-t.
Néhány Google-termék is támogatja a WebP-t, köztük a Gmail és a Picasa Web Albums, a Picasa (a 3.9-es verziótól); később az App Engine-ben is ígérik támogatását. A Google Instant Previews WebP formátumban tárolja a képeket a helyigény csökkentésére. Az Android 4.0 támogatja a WebP formátumú képek írását-olvasását (a bitmap és a Skia segítségével).

## Lásd még
- WebM, a Google által korábban (2010-ben) bevezetett videoformátum
- JPEG 2000, a JPEG bizottság által javasolt, 2000 óta létező JPEG-továbbfejlesztés
- JPEG XR, a Microsoft által 2009-ben javasolt JPEG-továbbfejlesztés

## Fordítás
- Ez a szócikk részben vagy egészben a WebP című angol Wikipédia-szócikk ezen változatának fordításán alapul.  Az eredeti cikk szerkesztőit annak laptörténete sorolja fel. Ez a jelzés csupán a megfogalmazás eredetét és a szerzői jogokat jelzi, nem szolgál a cikkben szereplő információk forrásmegjelöléseként.